# Bacardi Oro

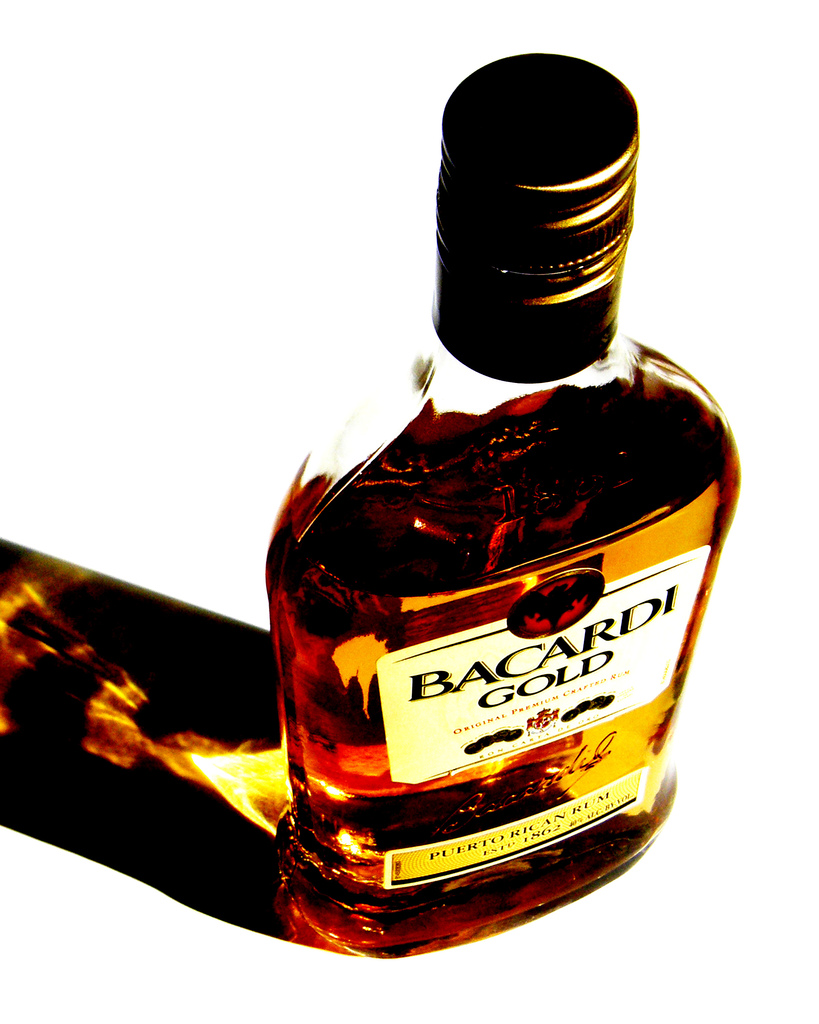
Een fles Bacardi Gold

Bacardi Oro is een rumsoort van het van oorsprong Cubaanse merk Bacardi. Een fles Oro bevat 70cl drank, met een alcoholpercentage variërend van 37,5% (Europa) tot 40% (Noord-Amerika). Het is een goudkleurige rum (Oro is het Spaanse woord voor goud).